# Sluga Božji
Sluga Božji (lat. Servus Dei) tj. Službenica Božja (Serva Dei) je naslov za osobu za koju se vjeruje da je pobožna u svojoj vjeri. U Katoličkoj Crkvi pojam označava i preminulu osobu, koja je u crkvenom procesu moguće beatifikacije i kanonizacije. U pravoslavlju se ovaj pojam odnosi na bilo kojeg pripadnika pravoslavne vjere.
Izraz »sluga Božji« pojavljuje se osam puta u Bibliji, po četiri puta u Starome i Novom zavjetu.  Naslov »sluga Božji« ne treba miješati s papinim naslovom »sluga slugu Božjih« (Servus Servorum Dei). Arapsko ime Abdullah (عبد الله 'Abd Allah); hebrejsko Obadija (עובדיה) i njemačko Gottschalk znače »sluga Božji«.
Postoji više od četrdeset Hrvata, koji nakon smrti nose naslov sluga Božji. Među njima su: kardinal Franjo Kuharić, misionar Ante Gabrić, nadbiskup Josip Stadler, franjevci Ivo Peran i Ante Josip Tomičić i ini.

## Značaj
Primanje naslova Sluge Božjega prvi je od četiriju koraka u procesu kanonizacije. Sljedeći korak je proglašenje časnim Slugom Božjim (lat. Veneratus), nakon službene potvrde dekreta o junaštvu i mučeništvu. Uz dokazivanje uzorna i sveta života, da bi se nekoga proglasilo blaženim (lat. Beatus), potrebno je dokazati jedno čudo, koje se dogodilo nekome koji se molio tome slugi ili službenici Božjoj. Obično se radi o čudesnu ozdravljenju ili o čudesnu spašavanju iz smrtne opasnosti, koje se ne može objasniti kao rezultat liječenja ili uobičajena slijeda događaja. Npr. čudo, potrebno za beatifikaciju Marije Petković bilo je spašavanje članova posade podmornice peruanske ratne mornarice "Pacoca", koji su bili u smrtnoj opasnosti. Roger Cottrina, 42-godišnji poručnik zazivao je u pomoć Mariju Petković i uslišana mu je molba.
Posljednji korak je proglašenje svetim. U početku su kao svetci štovani apostoli, sveta Marija i prvi mučenici, a kasnije su im pridruživane i ostale osobe koje su mogle kršćanima poslužiti kao uzor kršćanskoga života. U Katoličkoj Crkvi danas je na snazi strogo propisan postupak proglašenja neke osobe svetom, a vodi ga Sveta Stolica pomoću svojega Dikasterija za kauze svetaca.
Naslov sluga Božji Katolička Crkva ne smatra kanonskim naslovom u strogom smislu (kao što je na primjer naslov časni sluga Božji ili blaženi), već je samo tehnički izraz koji se koristi u procesu beatifikacije. Prema tome, svatko od vjernika može biti imenovan »slugom Božjim« u širem kontekstu značenja.